# Kościół „Echo” w Gdańsku
Kościół „Echo” w Gdańsku – zbór ewangeliczny o charakterze zielonoświątkowym, mający siedzibę w Gdańsku. Należy do Kościoła Zielonoświątkowego w RP.

## Historia
Działalność kościoła rozpoczęła się 7 stycznia 2018. Początkowo jego członkowie spotykali się w pomieszczeniach Strefy Inspiracji Galerii Wnętrz City Meble przy al. Grunwaldzkiej w Gdańsku. 8 lipca 2018 miał miejsce pierwszy chrzest, do którego przystąpiło kilkanaście osób. 
Z racji rozrostu wspólnoty, nabożeństwa zostały następnie przeniesione do pomieszczeń w Galerii Metropolia, które kościół wynajął w 2019 i przystosował na swoją siedzibę. Na powierzchni 1300 m² powstała „Echo Sfera” z audytorium na 300 miejsc, gdzie w niedziele odbywają się nabożeństwa. Pomieszczenia te są podnajmowane od zboru przez inne podmioty w celu prowadzenia w nich szkoleń, konferencji czy działalności kulturalnej. W 2019 w niedzielnych nabożeństwach brało udział średnio około 200 osób.

## Działalność
Nabożeństwa niedzielne i inne spotkania mają miejsce w siedzibie kościoła na poziomie - 1 w Galerii Metropolia w Gdańsku. Prowadzone jest jedno nabożeństwo niedzielne, a w trakcie jego trwania odbywają się również zajęcia dla dzieci w ramach kościoła dziecięcego „ECHO Kids”. Organizowane są spotkania młodzieżowe „ECHO Youth”, jak również kursy, konferencje i szkolenia.